# Gail Collins
Gail Collins (2 de febrero de 1941-Ajijic, 6 de diciembre de 2013) fue una compositora, productora discográfica y artista visual estadounidense.

## Biografía
Saltó a la fama (como 'Miss Gail Collins') coproduciendo, junto a su esposo Felix Pappalardi, el álbum debut homónimo de Energy, un grupo con Corky Laing. También coprodujo, con Pappalardi, el álbum Felix Pappalardi and Creation en 1976. Collins coescribió "World of Pain" de Cream con Pappalardi y "Strange Brew" con Pappalardi y Eric Clapton. Ambas canciones están incluidas en el álbum Disraeli Gears. Ella contribuyó con la letra de muchas canciones de Mountain. Su obra de arte aparece en muchas portadas de álbumes de Mountain, incluido Climbing!, Nantucket Sleighride, Flowers of Evil, Mountain Live: The Road Goes Ever On, Twin Peaks y Avalanche. Fue productora asociada en el álbum de 1978 de Hot Tuna, Double Dose.
El 17 de abril de 1983, su esposo Felix Pappalardi recibió un disparo en el cuello en el quinto piso de un apartamento de Nueva York que compartían. Fue declarado muerto en el lugar y Collins fue acusada de asesinato en segundo grado. Collins afirmó que el asesinato fue un accidente. Durante el juicio se reveló que la pareja tenía un matrimonio abierto y que Collins le había disparado a su esposo después de que él regresara temprano en la mañana de ver a su novia. Fue absuelta de asesinato en segundo grado y homicidio involuntario, pero declarada culpable de homicidio por negligencia criminal y sentenciada a 16 meses a 4 años de prisión. El 30 de abril de 1985 fue puesta en libertad condicional.
El 6 de diciembre de 2013, Collins fue encontrada muerta por su arrendador en Ajijic, Jalisco. Ella había estado sometiéndose a tratamientos contra el cáncer allí. Sus restos fueron incinerados.